# Михаил Салтиков-Шчедрин
Михаил Салтиков-Шчедрин (рус. Михаи́л Евгра́фович Салтыко́в-Щедри́н) (право презиме Салтиков, псеудоним Николај Шчедрин) је био руски писац и сатиричар и рјазански и тверски вицегувернер. Провео је већи део свог живота као државни службеник у разним државним институцијама. Након смрти песника Николаја Некрасова, постао је уредник чувеног часописа Отечественные записки, све док га влада није забранила 1884. године. Његово најпознатије дело, роман Породица Головљови, било је објављено 1876. године.